# SPT-CL J0546-5345
SPT-CL J0546-5345 (o ACT-CL J0546-5345)

è uno dei più massicci ammassi di galassie dell'universo primordiale mai scoperti. Localizzato nella costellazione del Pittore, la sua luce ha impiegato circa 8,4 miliardi anni per giungere fino a noi. Fu scoperto nel 2008 utilizzando il South Pole Telescope grazie all'effetto Sunyaev-Zel'dovich. L'ammasso ha un redshift di z=1,160.
Successivi studi effettuati utilizzando il Telescopio spaziale Spitzer, il Telescopio Spaziale Chandra e telescopi ottici terrestri, hanno permesso di identificare i componenti dell'ammasso e misurarne il redshift. Con la misurazione della velocità di dispersione si è stimato che SPT-CL J0546-5345 abbia una massa pari a 1015 masse solari.